# Episodi di Walker (prima stagione)
La prima stagione della serie televisiva Walker, composta da 18 episodi, è stata trasmessa in prima visione negli Stati Uniti d'America, sul canale The CW, dal 21 gennaio al 12 agosto 2021.
In Italia la stagione è trasmessa in prima visione assoluta su Italia 1 dal 12 settembre al 14 novembre 2021.
| nº | Titolo originale           | Titolo italiano        | Prima TV USA     | Prima TV Italia   |
| -- | -------------------------- | ---------------------- | ---------------- | ----------------- |
| 1  | Pilot                      | Un vuoto da colmare    | 21 gennaio 2021  | 12 settembre 2021 |
| 2  | Back in the Saddle         | Di nuovo in sella      | 28 gennaio 2021  | 12 settembre 2021 |
| 3  | Bobble head                | Il portafortuna        | 4 febbraio 2021  | 19 settembre 2021 |
| 4  | Don't Fence Me In          | Il fiore cadavere      | 11 febbraio 2021 | 19 settembre 2021 |
| 5  | Duke                       | Duke                   | 18 febbraio 2021 | 26 settembre 2021 |
| 6  | Bar None                   | L'anniversario         | 11 marzo 2021    | 26 settembre 2021 |
| 7  | Tracks                     | Il tram                | 18 marzo 2021    | 3 ottobre 2021    |
| 8  | Fine is a Four Letter Word | Stato di allerta       | 8 aprile 2021    | 3 ottobre 2021    |
| 9  | Rule Number 17             | Regola numero 17       | 15 aprile 2021   | 10 ottobre 2021   |
| 10 | Encore                     | Un nuovo inizio        | 6 maggio 2021    | 10 ottobre 2021   |
| 11 | Freedom                    | Libertà                | 13 maggio 2021   | 17 ottobre 2021   |
| 12 | A Tale of Two Families     | La resa dei conti      | 20 maggio 2021   | 17 ottobre 2021   |
| 13 | Defend the Ranch           | A difesa del Ranch     | 10 giugno 2021   | 24 ottobre 2021   |
| 14 | Mehar's Jacker             | La giacca dei Mehar    | 17 giugno 2021   | 24 ottobre 2021   |
| 15 | Four Stones in Hand        | Quattro pietre in mano | 24 giugno 2021   | 7 novembre 2021   |
| 16 | Bad Apples                 | Mele marce             | 15 luglio 2021   | 7 novembre 2021   |
| 17 | Dig                        | La fossa               | 22 luglio 2021   | 14 novembre 2021  |
| 18 | Drive                      | Verso la verità        | 12 agosto 2021   | 14 novembre 2021  |

## Un vuoto da colmare
- Titolo originale: Pilot
- Diretto da: Jessica Yu
- Scritto da: Anna Fricke

### Trama
Quando la sua amata moglie Emily viene assassinata, il veterano dei Texas Ranger Cordell Walker seppellisce il suo dolore offrendosi volontario per un incarico sotto copertura di quasi undici mesi, durante il quale si allontana da sua figlia Stella e da suo figlio August. Al ritorno a casa, il suo amico ed ex-partner, il capitano Larry James, lo affianca a Micki Ramirez, una ex ufficiale della polizia stradale statale desiderosa di farsi un nome come Ranger. I due lavorano insieme per chiudere un falso ente di beneficenza gestito da un fratello e una sorella coinvolti nel traffico di eroina, ma Walker infastidisce Micki quando aggredisce un sospetto che ha insultato la memoria di sua moglie. Stella è molto delusa da suo padre, affermando in malo modo che mette sempre il dovere prima della sua famiglia. Quando il Capitano James gli offre la possibilità di unirsi a una task force anti-cartello, Walker decide di rifiutare dopo aver realizzato che ha bisogno di sistemare i problemi con i suoi famigliari. Sua madre Abeline gli offre di trasferirsi in una vecchia fattoria nel ranch della famiglia Walker in modo che possa ricominciare da capo, ma Walker decide che vuole sistemare la casa che ha comprato con Emily.

## Di nuovo in sella
- Titolo originale: Back in the Saddle
- Diretto da: Steve Robin
- Scritto da: Anna Fricke

### Trama
Walker apprende che, in base alle nuove regole istituite dal Capitano James, non può tornare in servizio sul campo senza aver superato un test di ricertificazione. Durante l'esame di equitazione, inizia a pensare a sua moglie e si ritrova incapace di terminare l'esame. Fregandosene dello stop impostogli, Cordell decide di partecipare comunque all'indagine di un incendio avvenuto in un ranch locale dove vengono ritrovati i resti di un cadavere.

## Il portafortuna
- Titolo originale: Bobble Head
- Diretto da: Randy Zisk
- Scritto da: Seamus Kevin Fahey

## Il fiore cadavere
- Titolo originale: Don't Fence Me In
- Diretto da: John T. Kretchmer
- Scritto da: April Fitzsimmons

## Duke
- Titolo originale: Duke
- Diretto da: Steve Robin
- Scritto da: Bret VandenBos e Brandon Willer

## L'anniversario
- Titolo originale: Bar None
- Diretto da: Amyn Kaderali
- Scritto da: Casey Fisher e Paula Sabbaga

## Il tram
- Titolo originale: Tracks
- Diretto da: Bola Ogun
- Scritto da: Casey Fisher & Paula Sabbaga

## Stato di allerta
- Titolo originale: Fine is a Four Letter Word
- Diretto da: Stacey K. Black
- Scritto da: Katherine Alyse

## Regola numero 17
- Titolo originale: Rule Number 17
- Diretto da: Steve Robin
- Scritto da: Bret VandenBos & Brandon Willer

## Un nuovo inizio
- Titolo originale: Encore
- Diretto da: Stacey K. Black
- Scritto da: Blythe Ann Johnson

### Trama
Mentre fervono i preparativi per riaprire il Side Step, Micki e Walker vengono contattati per una consulenza su un caso di furto con scasso. Micki riconosce subito il modus operandi ed è convinta che la ladra sia una cantante di colore, Minnie Jayne, di cui Walker è un grande fan. Stella si mette sulle tracce di Trevor; riesce a parlare col padre Clint, e da una foto scopre che Trevor si è rifugiato dalla zia Harriett. Si presenta all'improvviso da lui, ma in quel momento tre uomini tentano di rapirli. Trevor è convinto che sia stato Clint a mandarli. L'inaugurazione del locale è anche l'occasione per dare il benvenuto a Hoyt appena uscito di galera.

## Libertà
- Titolo originale: Freedom
- Diretto da: Alex Pillai
- Scritto da: Geri Carillo

## La resa dei conti
- Titolo originale: A Tale of Two Families
- Diretto da: Steve Robin
- Storia di: Seamus Kevin Fahey
- Sceneggiatura di: Seamus Kevin Fahey e Anna Fricke

## A difesa del Ranch
- Titolo originale: Defend the Ranch
- Diretto da: Alex Pillai
- Storia di: Seamus Kevin Fahey
- Sceneggiatura di: Seamus Kevin Fahey & Anna Fricke

## La giacca dei Mehar
- Titolo originale: Mehar's Jacket
- Diretto da: Diana Valentine
- Scritto da: Casey Fisher

## Quattro pietre in mano
- Titolo originale: Four Stones in Hand
- Diretto da: Tessa Blake
- Scritto da: Paula Sabbaga

## Mele marce
- Titolo originale: Bad Apples
- Diretto da: Joel Novoa
- Scritto da: Aaron Carew

## La fossa
- Titolo originale: Dig
- Diretto da: Richard Speight Jr.
- Scritto da: Seamus Kevin Fahey & Anna Fricke

## Verso la verità
- Titolo originale: Drive
- Diretto da: Steve Robin
- scritto da: Seamus Kevin Fahey & Anna Fricke